# Введенье (праздник)

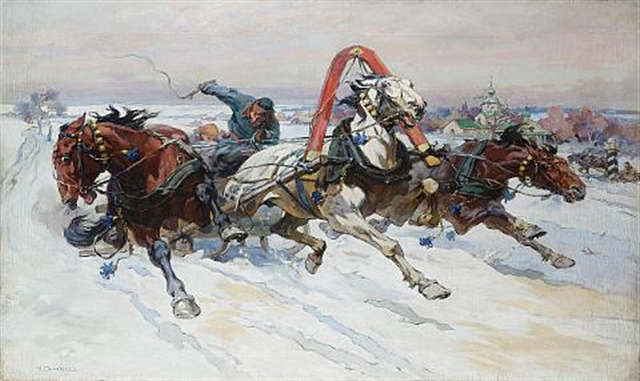
Н.С. Самокиш. «Тройка (на разгоне)».

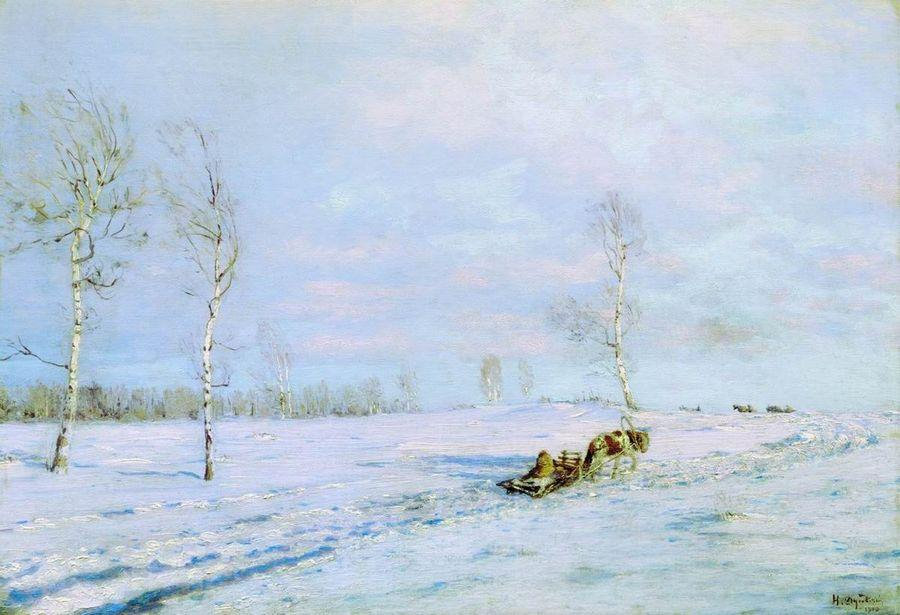
Н. Дубовский. Санный путь.

Введе́нье — день в народном календаре у славян, приходящийся на 21 ноября (4 декабря), когда отмечается православный праздник Введения во храм Пресвятой Богородицы. Славяне считали, что день был связан с началом (вводом) зимы — зима приходит окончательно; день отмечали зимними играми и катанием на санях.

## Другие названия дня
рус. Введение, бел. Увядзенне, Уводзіны, Вядзяннё, Вядзенне, Вадзенне, Багародіца; полес. (В)веденье, (В)веденьё, Введенщина, Воденье, Коляда, Оведенье; укр. Введення, Третя Пречиста, Видіння; болг. Вълчата Богородица; серб. Ваведење, Женска Богородица.

## Традиции
В народе название праздника связывали со словом «ведение» («водятся волки», «водили Варвару»). Когда как придётся — или «толстое леденье», или «Введенье ломает леденье». Через Введенские ворота, мол, проводит зима и старого, и малого, и птицу, и зверя всякого. Не выдерживают ледяные ворота живого тепла. Потому, мол, и оттепели на Введение. Когда на Введение ожидался мороз, то все грядущие праздники ожидали морозными.
Но чаще зима наступала и устанавливался санный путь, поэтому на Введенье начинались зимние гуляния — совершались катанья на санях. Начинались они с обряда «казать молодую». В семью, где были молодожёны, собирались родные и знакомые смотреть выезд молодых. Выезду новобрачных предшествовало небольшое столованье, прерывавшееся «на полустоле», чтобы закончиться после возвращения поезда новобрачных во двор. Отправлявшиеся на гулянье молодые должны были переступать порог своей хоромины не иначе, как по вывороченной шерстью вверх шубе. Свёкор со свекровью, провожая невестку на первое санное катанье с мужем-молодым, упрашивали-умаливали всех остальных поезжан-провожатых уберечь «княгинюшку» от всякой беды».
Ребята, катаясь с горок на санках, в этот день пели:
Введенье пришло,

Зиму в хату завело,

В сани коней запрягло,

В путь-дорожку вывело,

Лёд на речке вымело,

С берегом связало,

К земле приковало,

Снег заледенило,

Малых ребят,

Красных девчат

На салазки усадило,

На ледянке с горы покатило...
В деревнях Мозырско-Припятского Полесья на Введенье варили вареники с ягодами. В один вареник могли положить монетку: «кто копейку найдёт — будет счастлив».
Этот день был особенно почитаем женщинами: он считался освящённым силой, покровительствующей их судьбе, их жизни, их работе. «Введение — праздник баб».
На Черниговском Полесье девчата-белоруски, укладываясь спать накануне праздника, загадывали: «Святое Введенье, веди меня туда, где мне жить». И надеялись во сне увидеть хату будущего мужа.
В некоторых регионах Украины на Введение начинались отдельные виды работ, дабы они спорились, да ладились в течение всего года. В Черкасской области в старину[когда?] некоторые женщины в полночь под Введенье садились голыми на пороге двери в сени и пряли самосевную коноплю, «щоб прядиво пішло на руку».
На Подолье, утром на Введенье, хозяйки осыпали своих коров конопляным семенем и смазывали маслом вымя — «чтобы давали много молока». А «чтобы была густая сметана» — варили из муки густой кисель и кормили коров. Чтобы никто не отобрал «живности», окуривали коров и овец ароматными травами, приговаривая при этом заклинания.
В восточных областях Украины в XX веке бытовал старинный обычай среди «дивчат-чаровниц» святить воду в ночь на Введенье. С этой целью девушки собирались в таком месте, где три ручья сходились в одно русло. Набрав воды в кувшин, зажигали два полена, а когда огонь хорошо разгорался, держали их над глиняной миской и лили воду так, чтобы она проходила между двумя огнями. При этом говорили заклинания. Они верили, что такая «святая» вода годится для того, чтобы приворожить парней.
Украинские крестьяне верили, что «до Введенья можно копать лопатой землю, а с этого дня и до Благовещения нельзя, потому что земля покоится и на лето силы набирается»; «от Введение в Девятого четверга (девятый четверг после Рождества Христова) нельзя бить бельё вальком, так как это повредит ниве и приведёт летом бурю на поля»; «посконь надо трепать до Введенья, а тот, кто их треплет после этого праздника, навлекает бурю на поля, а на себя пренебрежение людей».
Ещё одно название дня — «Видение» (укр. Видіння). На Слобожанщине крестьяне говорили, что в этот день Бог отпускает праведные души посмотреть на своё тело: «Душа видит своё тело, поэтому и Видение».
У южных славян на Введенье запрещалось прикасаться к острым предметам, чтобы предохранить скот от волков.

## Поговорки и приметы
- Бог приводит зиму на землю (бел. Бог прыводзіць зіму на зямлю)[5].
- Введенье пришло — зиму на Русь завело[23].
- Введение — праздник баб[18].
- Коноплю надо трепать до Введения, а тот кто их треплет после Воведения, тот кто их треплет после этого праздника, навлекает бурю на поля, а на себя пренебрежение от людей (укр. Коноплі треба потерти до Введення, а той, хто їх тре після цього свята, накликає бурю на поля, а на себе від людей зневагу)[8].